# A Stolen Life
A Stolen Life, traducida como Una vida robada o Vida robada, es una película dramática  estadounidense de 1946, dirigida por Curtis Bernhardt. Está protagonizada por Bette Davis que también formó parte de la producción —sin acreditar—. La película está basada en la novela A Stolen Life escrita en 1935 por Karel Josef Benes; además, es una adaptación de la película británica Vida robada (Stolen Life, 1939), dirigida por Paul Czinner, con Elisabeth Bergner and Michael Redgrave.
Entre el elenco de apoyo están: Glenn Ford, Dane Clark, Peggy Knudsen, Charlie Ruggles y Bruce Bennett. En esta película, Davis interpretó por primera vez a dos hermanas gemelas. La segunda vez que lo hizo fue más de quince años después en Dead Ringer (1964).

## Argumento
Kate Bosworth (Bette Davis) es una artista tranquila y sincera que pierde el barco con destino a una isla en Nueva Inglaterra, donde piensa encontrarse con su hermana gemela Patricia (también Davis) y su primo Freddie (Charlie Ruggles). Entonces convence a Bill Emerson (Glenn Ford) para que la lleve en su barco. Más tarde, su amistad se consolida mientras pinta el retrato de (Walter Brennan), el viejo farero. Kate acaba enamorándose perdidamente de Bill.
Su hermana Pat, una mujer manipuladora, extravagante y devoradora de hombres, engaña a Bill cuando lo conoce por primera vez haciéndose pasar por Kate. Pat persigue a Bill en un viaje fuera de la ciudad y, cuando regresan, le anuncian a Kate su intención de casarse.
Kate, desconsolada, se centra en su trabajo un artista tosco pero muy talentoso llamado Karnock (Dane Clark); sin embargo, rechaza sus propuestas románticas. En un momento en que Bill viaja Chile, las dos hermanas pueden pasar un tiempo juntas, ya que no se han visto desde que se casaron. Un día en que salen a navegar, una tormenta repentina arroja a Pat por la borda y se ahoga; su hermana Kate, sin darse cuenta, se queda con el anillo de bodas en la mano mientras intenta salvarla. Kate se desmaya y es arrastrada a tierra en el bote. Cuando recupera la conciencia, la confunden con Pat.
Bill está a punto de regresar, así que Kate decide asumir la identidad de su difunta hermana. Para su sorpresa, se da cuenta de que Bill está enojado con Pat por sus muchas aventuras y está pensando en acabar con el matrimonio. El primo Freddie, que ha adivinado la verdad, insiste en que Kate revele a Bill su verdadera identidad. Cuando Kate se decide, Bill se da cuenta de es su verdadero amor.

## Reparto
- Bette Davis como Kate y Patricia Bosworth
- Glenn Ford como Bill Emerson
- Dane Clark como Karnock
- Walter Brennan como Eben Folger
- Charlie Ruggles como Freddie Linley
- Bruce Bennett como Jack R. Talbot
- Peggy Knudsen como Diedre
- Esther Dale como la Sra. Johnson
- Clara Blandick como Martha
- Joan Winfield como Lucy
- Jack Mower como George (no acreditado)
- Leo White como Waiter

## Taquilla
Después de ser distribuida por Warner Bros, la película recaudó $3,222,000 en Estados Unidos y $1,563,000 en el extranjero.